# Corneille Bonaventure Bertram
Corneille Bonaventure Bertram, ou plutôt Bertrand, né à Thouars en 1531, et mort à Lausanne en 1594, est un théologien protestant et linguiste hébraïsant.
C’est le premier protestant à avoir entrepris une traduction de la Bible depuis l’hébreu. Sa traduction, à laquelle contribuèrent Théodore de Bèze et Antoine de La Faye, parut à Genève en 1588.

## Biographie
D’une famille que quelques auteurs ont dit être alliée à la famille de la Trémoille, fils de Matthieu Bertram, célèbre jurisconsulte protestant, qui l’envoya, très jeune, faire ses humanités à Poitiers, le jeune Bertram manifesta, dès le début de ses études, un gout prédominant pour les langues savantes qui fut, par la suite, nourri en lui et cultivé par Adrien Turnèbe, Jean Strazel et Angelo Canini, célèbres professeurs de l’Université de Paris. De retour dans sa famille, sa ville lui offrant peu de ressources et ne lui ménageant pas les ennuis de toutes sortes, Bertram comprit que sa ville natale ne pourrait lui offrir une existence paisible. Son père étant mort sur ces entrefaites, il prit alors la résolution, après avoir réalisé sa succession, de se rendre à Toulouse pour suivre les cours de droit. Cependant, il fut bientôt attiré à Cahors par le désir d’entendre le jurisconsulte François Roaldès, avec lequel, selon Antoine Teissier, « il acheva d’acquérir une profonde connaissance de la langue hébraïque. » Il était dans cette ville lorsque des « escholiers venus de Thoulouse » incitèrent les habitants de la petite cité à embrasser la Réforme et à appeler Dominique Cestat, de Montauban, et à ouvrir un prêche public le 15 octobre 1561. Il y était encore, le 16 novembre, lors du massacre d’environ cinquante protestants, Bertram réussit à se sauver et se réfugia à Genève, où, renonçant à la carrière du barreau, il se consacra à la théologie.
Nommé pasteur de Chancy en 1562, de la ville en 1566, il fut appelé, en 1567, à remplacer Antoine Chevalier dans la chaire de professeur des langues orientales de l’université de Genève, et, en 1572, il joignit à la chaire d’hébreu celle de théologie. L’épuisement du trésor ayant forcé le Conseil à remercier les professeurs de l’université, Bertram ne parait pas s’être préoccupé de trouver un autre poste. Il resta à Genève jusqu’en 1586, où, à la suite d’une discussion d’intérêt, il se décida à partir pour Frankenthal. Il ne fit cependant dans cette dernière ville qu’un très court séjour, ayant été appelé, l’année même, à Lausanne pour y remplir la chaire d’hébreu qu’il occupa jusqu’à sa mort. De Geneviève Denosse, nièce de la première femme de Théodore de Bèze, qui estimait dans Bertram « le plus savant professeur de son temps » qu’il avait épousé à Genève, il eut quatre fils : Corneille, Jean-Corneille, Théophile et Jean.
Ses ouvrages ne sont pas nombreux, mais tous annoncent une profonde connaissance des langues orientales. Le plus remarquable de tous, intitulé De politica judaica, tam civili quam ecclesiastica, Genève, 1580, in-8°, a été réimprimé sous le titre de Republica Hebræorum, Leyde, 1641, in-18 ; Ibid., 1651. Enfin Bertram eut la plus large part à la traduction de la Bible depuis l’hébreu, à laquelle contribuèrent Bèze et La Faye, publiée à Genève en 1588.

## Publications
- De corpore Christi tractatus, 1572, in-8°.
- Comparatio grammaticae hebraicae & aramicae : atque adeo dialectorum aramicarum inter se, co[n]cinnata ex hebraicis Antonij Ceuallerii praeceptionibus, aramicisque doctorum aliorum virorum obseruationibus : quibus & quamplurimae aliae in utra[que] lingua adiectae sunt, Genève, Eustache Vignon, 1574, in-4°.
- La Bible, qui est toute la saincte Escriture du Vieil & du Nouveau Testament : autrement l’anciene & la nouvelle alliance. Le tout reveu & conferé sur les textes hebrieux & grecs par les pasteurs & professeurs de l’Église de Geneve, avec Théodore de Bèze ; Jean Jaquemot ; Antoine de La Faye ; Jean Desplanches, Genève Jérémie Des Planches, 1588.
- De politia judaica tam civili quam ecclcsiastice, Genève, Eustache Vignon, 1580, in-8°.Réimprimé sous le titre de Republica Hebræorum, Leyde, 1641, in-18 ; Ibid., 1651. C’est de tous ses écrits celui qui lui a mérité le plus d’honneur. « Il a fait, dit Du Pin, un excellent traité de la république des Juifs, dans lequel il examine historiquement leur police et leur gouvernement ecclésiastique et civil, tant ce qui regarde les patriarches depuis le commencement du monde, que celle des Hébreux depuis Abraham dans les différens temps, c’est-à-dire pendant qu’ils étoient en Egypte, dans le désert après leur sortie d’Egypte, sous Josué et les Juges, sous les rois de Juda et de Jérusalem, dans le tems de la captivité de Babylone, et après leur rétablissement. » Au jugement de Dreux Du Radier, l’auteur n’y dit précisément que ce qu’il doit dire, sans rien omettre d’essentiel. Il développe avec une supériorité d’esprit infinie les choses dont il parle, il porte la lumière sur les plus obscures. Il donne de tout une idée nette et exacte. » Enfin, selon la Biographie Universelle, « ce traité, écrit avec beaucoup de méthode et de précision, répand un grand jour sur divers points du gouvernement des Hébreux, jusqu’alors très-obscurs. »
- Grammatica hebraïca et arabica, Genève, in-8°.
- Lvcvbrationes Franktallenses Sev Specimen Aliqvod Interpretationvm Et Expositionum quas plurimas in difficillima quaeque vtriusque Testamenti loca meditatus est, Spire, Albinus, 1588.

De Thou attribue, en outre, à Bertram, une édition du Trésor de Sante Pagnini, enrichie des notes de Jean Mercier, d’Antoine Chevalier et des siennes propres (Lyon, 1575, in-fol.). Lelong affirme qu’il est l’auteur de la petite Polyglotte connue sous le nom de François Vatable (Heidelberg, 1586, 2 vol. in-fol.), qui contient, en quatre colonnes, l’Ancien Testament en hébreu et en grec avec les versions de saint Jérôme et de Pagnini, et des notes au bas des pages. Senebier nous apprend qu’il contribua à l’édition du Commentaire de Josias Mercier sur Job, Genève, 1574, in-f°.

### Sources
- Virgile Rossel, Histoire littéraire de la Suisse romande des origines à nos jours, t. 1er, Paris, Fischbacher, 1889-1891, 532 p., in-8° (lire en ligne), p. 183-5.
- E. Haag, La France protestante : ou Vies des protestants français qui se sont fait un nom dans l’histoire depuis les premiers temps de la réformation jusqu’à la reconnaissance du principe de la liberté des cultes par l’Assemblée nationale, t. II, Paris, Joël Cherbuliez, 1846-1859, 516 p., in-8° (lire en ligne), p. 229-31.
- Henri Beauchet-Filleau, Dictionnaire historique et généalogique des familles du Poitou, t. 1, Poitiers, Oudin, 1891, 798 p. (lire en ligne), p. 496.
- Pierre-Victor-Jean Berthre de Bourniseaux, Histoire de la ville de Thouars depuis l’an 1759 jusqu’en 1815, Niort, Morisset, 1824.
- Antoine Teissier, Les Éloges des hommes scavans tirez de l’histoire De M. de Thou : avec des additions contenant l’abrégé de leur vie, le jugement & le catalogue de leurs ouvrages, Utrecht, François Halma, 1697.